# Żar (Schlesische Beskiden)
Die Żar (deutsch: Feuerberg) ist ein Berg in Polen. Sein Name lässt darauf schließen, dass die Almen an seinen Hängen durch Brandrodung gewonnen wurden. Die Bezeichnung Żar finden sich in den ganzen Beskiden sehr oft. Er liegt auf den Gemeindegebieten von Ustroń und Brenna und teilt die Flusstäler der oberen Weichsel und der Brennica. Mit einer Höhe von 688 m ist er einer der höheren Berge im Równica-Kamm der Schlesischen Beskiden. Der Berg ist ein beliebtes Touristenziel mit vielen Ausblicken auf die benachbarten Gebirge und das Tiefland.

## Tourismus
- Auf den Gipfel führen mehrere markierte Wanderwege von Ustroń, Skoczów und Brenna.